# Ptilophora ala
Ptilophora ala là một loài bướm đêm thuộc họ Notodontidae. Nó được tìm thấy ở Thiểm Tây và Tứ Xuyên in Trung Quốc.